# Армяно-датские отношения
Армяно-датские отношения — текущие и исторические отношения между Арменией и Данией. У Армении есть посольство в Копенгагене, Дания представлена в Армении через своё посольство в Киеве, Украина. Дипломатические отношения установлены 14 января 1992 года. Нынешним послом Армении в Дании является Грачья Агаджанян. В 2008 году министр иностранных дел Армении Эдвард Налбандян назвал отношения между Арменией и Данией «дружественными» и «высоко оценёнными». В 2013 году была основана Amstream  как независимая неполитическая и некоммерческая организация с целью инициирования сотрудничества и партнерства между Арменией и Скандинавией в сфере бизнеса, образования и культуры.

## История
Торговые отношения между Арменией и Данией начались в 1568 году, когда армянский путешественник и писатель Пирзаде Гапанеци посетил Данию.

### 1800-е годы
Во время Хамидийской резни против мирных жителей Армении правительство Дании осудило резню и выразило резкий протест против Османской империи. Известный датский ученый и критик Георг Брандес прокомментировал массовые убийства и написал книгу об армянах в 1903 году.

### 1900-е годы
Датские миссионеры действовали в Армении как минимум с 19 века. По словам датского историка Матиаса Бьорнлунда, миссионера Карен Йеппе можно считать первым в Дании гуманитарным работником. Это произошло потому, что она в основном воздерживалась от проповеди протестантской доктрины православным армянам, вместо этого сосредоточившись на достижении целей гуманитарного развития, таких как улучшение образования и выполнение операций по спасению захваченных армянских женщин.
Необычно для европейских рабочих в то время, в годы, предшествовавшие Первой мировой войне Йеппе вместе с другими датскими частными лицами и организациями выступала за международное признание права армян на самоопределение. Армения получила независимость вскоре после Первой мировой войны по Севрскому договору. Однако новое государство, Вильсоновская Армения, не было официально признано Турцией или США, поскольку президент Вудро Вильсон, ослабленный инсультом и без своего политического наставника полковника Хауза, потерпел поражение в Сенате благодаря силовым играм Генри Кэбота Лоджа. К 1921 году временная Армянская республика распалась под военным давлением младотурков. Йеппе и другие датчане вернулись из Дании в регион, чтобы продолжить свою работу на благо армян. Их работа включала создание первой в истории армянской сельскохозяйственной деревни в Сирии, чтобы обеспечить средства к существованию для перемещённых армян. Поселения, основанные Йеппе и её помощниками, были известны своим процветанием по сравнению с другими лагерями, в которых проживали армяне.
В ноябре 1920 года Дания приняла предложение Лиги Наций выступить в качестве посредника в войне между Республикой Армения и турецкими националистами под руководством Мустафы Кемаля.
После землетрясения в Спитаке в 1988 году Дания предоставила Армении помощь.

### Современная Армения
С тех пор, как современное государство Армения обрело независимость в 1991 году, обе страны работали над установлением связей, причем как правительство, так и НПО играли свою роль. По данным Министерства иностранных дел Дании, такие организации гражданского общества, как «Миссия Ост», «Датская армянская миссия» и «Датское общество исследований Кавказа», активно участвуют в развитии двусторонних отношений. В 2003 году в Дании проживало 100 нелегальных армянских иммигрантов, которые в ходе переговоров между правительствами двух стран подлежали возвращению в Армению. В 2004 году президент Армении Роберт Кочарян обсудил развивающиеся отношения с послом Дании, признав, что ещё многое предстоит сделать. Обе стороны подчеркнули важность расширения экономического сотрудничества. На дипломатической встрече в 2009 году с новым послом Дании президент Серж Саргсян выразил желание дальнейшего углубления двусторонних отношений, предложив конкретные области для расширения сотрудничества, такие как сельское хозяйство и энергоэффективность, в которых Дания имеет значительный опыт. Обе страны подписали соглашение об избежании двойного налогообложения для укрепления экономических отношений. Обе страны подписали соглашение о воздушном сообщении в 2000 году. Армения и Дания подписали соглашение о «высылке незаконного пребывающих лиц» в апреле 2003 года.

## Геноцид армян
Источники от различных датских рабочих, работавших в Армении в начале двадцатого века, были использованы Матиасом Бьорнлундом, чтобы предложить новые взгляды на Геноцид армян. Однако датское правительство официально не признает, что массовые убийства армян следует классифицировать как геноцид, заявляя, что решение о том, делать ли это, является делом историков.
В открытом письме «Датского департамента исследований Холокоста и геноцида, а также отрицания и относительности геноцида армян» историки Торбен Йоргенсен и Маттиас Бьорнлунд писали:
«Когда дело доходит до исторической реальности геноцида армян, в вопросе нет «армянской« или «турецкой» стороны, равно как и «еврейской» или «немецкой» стороны исторической реальности Холокоста: есть научная сторона и ненаучная сторона признания или отрицания. В случае отрицания геноцида армян он даже основан на массированных усилиях по фальсификации, искажению, очистке архивов и прямых угрозах, инициированных или поддерживаемых турецким государством, что делает любой «диалог» с турецкими отрицателями весьма проблематичным».

## Развитие
На втором этапе Программы добрососедства Армения имеет высокий приоритет. Программа добрососедства помогает Армении в сельском и экономическом развитии.